# Harald Kritz
Harald Kritz (* 1950 in Mödling) ist ein österreichischer Internist und Endokrinologe.

## Karriere
Kritz absolvierte sein Studium der Medizin von 1969 bis 1973 an der Universität Wien. Im Anschluss daran wurde er zum Facharzt für Innere Medizin und zusätzlich für Endokrinologie und Stoffwechselstörungen ausgebildet. Anschließend wurde er Oberarzt im Krankenhaus Lainz, wo er zu den Gebieten der Insulinpumpen, des künstlichen Pankreas und der Frühdiagnostik diabetesbezogener Spätschäden zahlreiche Forschungsbeiträge verfasste.
Ab 1986 war Harald Kritz der ärztliche Leiter der Kuranstalt Baden und von 2009 bis 2013 ärztlicher Direktor des Rehabzentrums Engelsbad der BVA in Baden. Seit 1995 ist er Dozent und seit 1997 Lektor an der Medizinischen Fakultät der Universität Wien, bzw. an der Medizinischen Universität Wien. Dort habilitierte Kritz im Fachgebiet der Atheroskleroseforschung (Neue Methodik zur Früherfassung der Atherosklerose). Seit 1996 hält Harald Kritz Online-Vorlesungen über die Frühdiagnostik der Atherosklerose und Fettkrankheit, über das Metabolische Syndrom, über Lipidstoffwechselerkrankungen und über endotheliale Dysfunktionen.
Kritz ist Mitglied der Wilhelm-Auerswald Atheroskleroseforschungsgruppe, sowie Gründungsmitglied der Gesundheitsinitiativen Lipidforum austriacum, Focus CRP, Frau2000 und Ask2000. Außerdem ist er seit 1997 im Vorstand der Gesellschaft der Ärzte in Wien vertreten, wo er auch zum Ehrenmitglied ernannt wurde, und etablierte in dieser Funktion eine E-Learning-Plattform zur Fortbildung für Ärzte. Außerdem war Kritz Leiter der Forschungseinheit E-Meducate für E-Learning und Telemedizin an der Medizinischen Abteilung der Donau-Universität Krems und von 2003 bis 2005 Präsident des Lipidforum austriacum.
Kritz ist Leiter des Lehrstuhls für E-Health und Digitalisierung in der Medizin an der Sigmund Freud Universität Wien.

## Publikationen
Kritz wirkte bisher (Stand 2013) an mehr als 150 wissenschaftlichen Arbeiten in internationalen Journalen als Autor und Co-Autor mit sowie an einigen Büchern.

### Wissenschaftliche Arbeiten (Auswahl)
- Karl Irsigler, Harald Kritz: Long-Term Continuous Intravenous Insulin Therapy with a Portable Insulin Dosage-regulating Apparatus. In: American Diabetes Association. Band 28, Nr. 3, 9. März 1979, PMID 446904 (englisch).
- K. Irsigler, H. Kritz, C. Najemnik, H. Freyler: Reversal of florid diabetic retinopathy. In: Elsevier (Hrsg.): The Lancet. Band 2, Nr. 8151, 17. November 1979, S. 1068, PMID 91797 (englisch).
- Karl Irsigler, Harald Kritz, Ruth Lovett: Diabetes Treatment with Implantable Insulin Infusion Systems. Urban & Schwarzenberg, München 1983 (englisch).
- A. H. Barnett, H. Kritz, C. Najemnik, K. Irsigler: Partial preservation of pancreatic betacell function in children with diabetes. In: The Lancet. Band 318, Nr. 8241, 8. August 1981, S. 311.
- Karl Irsigler, Harald Kritz: Alternate Routes of Insulin Delivery. In: American Diabetes Association. Band 3, Nr. 2, 9. März 1980, PMID 6993132 (englisch).
- H. Sinzinger, H. Kritz, C. D. Furberg: Atorvastatin reduces microalbuminuria in patients with familial hypercholesterolemia and normal glucose tolerance. In: Medical science monitor : international medical journal of experimental and clinical research. Band 7, 9. Juni 2003, S. 88–92, PMID 12883464 (englisch).
- Harald Kritz, Peter Schmid, Helmut Sinzinger: Passive Smoking and Cardiovascular Risk. In: Arch Intern Med. Band 155, Nr. 18, 9. Oktober 1995, S. 1942–1948, PMID 7575047.
- Peter Schmid, Georg Karanikas, Harald Kritz, Christian Pirich, Yannis Stamatopoulos, Bernhard A. Peskar, Helmut Sinzinger: Passive smoking and platelet thromboxane. In: Thrombosis Research. Band 81, Nr. 4, 15. Februar 1996, S. 451–460, PMID 8907294.

### Bücher
In folgenden Büchern fungierte Kritz als Haupt- oder Co-Autor:
- Harald Kritz: Fett weg – Bauch weg. Informationen, Erläuterungen, Tipps und Rezepte rund um das EU-Fettpunkt-Konzept. Pro Patient, Wien 2004, ISBN 3-9501861-0-7.
- Helmut Sinzinger, Harald Kritz, Harald Deckart: Lanthanoids in clinical therapy. proceedings of the Fireside Conference during the 21st Symposium on Radioactive Isotopes in Clinical Medicine and Research, Badgastein, Austria. Facultas, Wien 1996, ISBN 3-85076-410-9.
- Antonija Petričušić: Assessing the second generation conditionality. minority rights as the component of EU conditionality policy for the Western Balkans. Wien 2013 ((Dissertation)).